# Tour de Hungría 2024
La 45.ª edición del Tour de Hungría fue una carrera de ciclismo en ruta por etapas que se celebró entre el 8 y el 12 de mayo de 2024 en Hungría con inicio en la ciudad de Szentgotthárd y final en la ciudad de Budapest sobre un recorrido de 854 kilómetros.
La carrera formó parte del UCI ProSeries 2024, dentro de la categoría 2.Pro, y fue ganada por el belga Thibau Nys del Lidl-Trek. Completaron el podio, como segundo y tercer clasificado respectivamente, el alemán Emanuel Buchmann del Bora-Hansgrohe y el neerlandés Wout Poels del Bahrain Victorious.

## Equipos participantes
Tomaron parte en la carrera 20 equipos: 8 de categoría UCI WorldTeam invitado por la organización, 8 de categoría UCI ProTeam, 3 de categoría Continental y la selección nacional de Hungría. Formaron así un pelotón de 119 ciclistas de los que acabaron 108. Los equipos participantes fueron:
| WorldTeams (8)- Astana Qazaqstan Team - Bahrain Victorious - Bora-Hansgrohe - Ineos Grenadiers - Lidl-Trek - Team dsm-firmenich PostNL - Team Jayco AlUla - UAE Team Emirates ProTeams (8)- Euskaltel-Euskadi - Lotto Dstny - Q36.5 Pro Cycling Team - TDT-Unibet - Corratec-Vini Fantini - Team Flanders-Baloise - Polti Kometa - Tudor Pro Cycling Team Equipos continentales (3)- Epronex-Hungary Cycling Team - Pierre Baguette Cycling - MBH Bank Colpack Ballan Equipo nacional- Hungría |
| |

## Recorrido
El Tour de Hungría dispuso de tres etapas para un recorrido total de 854 kilómetros, donde emerge como un reto de gran dificultad por su variado trazado.
| Etapa     | Fecha     | Recorrido                | type                   | Distancia (km) | Desnivel (m) | Ganador         | Líder           |
| --------- | --------- | ------------------------ | ---------------------- | -------------- | ------------ | --------------- | --------------- |
| 1.ª etapa | 8 de may  | Karcag – Hajdúszoboszló  | etapa llana            | 166,1          | 340 m        | Samuel Welsford | Samuel Welsford |
| 2.ª etapa | 9 de may  | Tokaj – Kazincbarcika    | etapa escarpada        | 162,1          | 1023 m       | Mark Cavendish  | Martin Voltr    |
| 3.ª etapa | 10 de may | Kazincbarcika – Gyöngyös | etapa de montaña       | 182,7          | 2716 m       | Thibau Nys      | Thibau Nys      |
| 4.ª etapa | 11 de may | Budapest – Etyek         | etapa de media montaña | 165,5          | 1451 m       | Thibau Nys      | Thibau Nys      |
| 5.ª etapa | 12 de may | Siófok – Pécs            | etapa de media montaña | 173,2          | 2341 m       | Wout Poels      | Thibau Nys      |

## Desarrollo de la carrera

### 1.ª etapa
| Karcag - Hajdúszoboszló | etapa llana | (166,1 km) |

| \| Clasificación de la etapa \| Clasificación de la etapa \| Clasificación de la etapa \| Clasificación de la etapa \| Clasificación de la etapa \| \| Ciclista \| Ciclista \| Equipo \| Tiempo \| \| \| ------------------------- \| ------------------------- \| -------------------------- \| ------------------------- \| ------------------------- \| \| 1.º \| Samuel Welsford \| Bora-Hansgrohe \| 3 h 52 min 48 s \| \| \| 2.º \| Samuel Quaranta \| MBH Bank Colpack Ballan \| + 0 s \| \| \| 3.º \| Jakub Mareczko \| Team Corratec-Vini Fantini \| + 0 s \| \| \| 4.º \| Nicklas Pedersen \| TDT-Unibet \| + 0 s \| \| \| 5.º \| Manuel Peñalver \| Team Polti Kometa \| + 0 s \| \| \| 6.º \| Mark Cavendish \| Astana Qazaqstan Team \| + 0 s \| \| \| 7.º \| Jon Aberasturi \| Euskaltel-Euskadi \| + 0 s \| \| \| 8.º \| Andrej Liska \| Pierre Baguette Cycling \| + 0 s \| \| \| 9.º \| Jarne Van de Paar \| Lotto Dstny \| + 0 s \| \| \| 10.º \| Tomas Kalojiros \| Pierre Baguette Cycling \| + 0 s \| \| |                   |                            |                 |
| |                   |                            |                 |
| Fuente: ProCyclingStats |                   |                            |                 |
| Clasificación de la etapa |                   |                            |                 |
| Ciclista | Ciclista          | Equipo                     | Tiempo          |
| 1.º | Samuel Welsford   | Bora-Hansgrohe             | 3 h 52 min 48 s |
| 2.º | Samuel Quaranta   | MBH Bank Colpack Ballan    | + 0 s           |
| 3.º | Jakub Mareczko    | Team Corratec-Vini Fantini | + 0 s           |
| 4.º | Nicklas Pedersen  | TDT-Unibet                 | + 0 s           |
| 5.º | Manuel Peñalver   | Team Polti Kometa          | + 0 s           |
| 6.º | Mark Cavendish    | Astana Qazaqstan Team      | + 0 s           |
| 7.º | Jon Aberasturi    | Euskaltel-Euskadi          | + 0 s           |
| 8.º | Andrej Liska      | Pierre Baguette Cycling    | + 0 s           |
| 9.º | Jarne Van de Paar | Lotto Dstny                | + 0 s           |
| 10.º | Tomas Kalojiros   | Pierre Baguette Cycling    | + 0 s           |

| \| Clasificación general \| Clasificación general \| Clasificación general \| Clasificación general \| Clasificación general \| \| Ciclista \| Ciclista \| Equipo \| Tiempo \| \| \| --------------------- \| --------------------- \| ---------------------------- \| --------------------- \| --------------------- \| \| 1.º \| Samuel Welsford \| Bora-Hansgrohe \| 3 h 52 min 38 s \| \| \| 2.º \| Martin Voltr \| Pierre Baguette Cycling \| + 3 s \| \| \| 3.º \| Samuel Quaranta \| MBH Bank Colpack Ballan \| + 4 s \| \| \| 4.º \| Jakub Mareczko \| Team Corratec-Vini Fantini \| + 6 s \| \| \| 5.º \| Balázs Rózsa \| Epronex-Hungary Cycling Team \| + 6 s \| \| \| 6.º \| Viktor Filutás \| Hungría \| + 6 s \| \| \| 7.º \| Marc Hirschi \| UAE Team Emirates \| + 8 s \| \| \| 8.º \| Lander Loockx \| TDT-Unibet \| + 9 s \| \| \| 9.º \| Nicklas Pedersen \| TDT-Unibet \| + 10 s \| \| \| 10.º \| Manuel Peñalver \| Team Polti Kometa \| + 10 s \| \| |                  |                              |                 |
| |                  |                              |                 |
| Fuente: ProCyclingStats |                  |                              |                 |
| Clasificación general |                  |                              |                 |
| Ciclista | Ciclista         | Equipo                       | Tiempo          |
| 1.º | Samuel Welsford  | Bora-Hansgrohe               | 3 h 52 min 38 s |
| 2.º | Martin Voltr     | Pierre Baguette Cycling      | + 3 s           |
| 3.º | Samuel Quaranta  | MBH Bank Colpack Ballan      | + 4 s           |
| 4.º | Jakub Mareczko   | Team Corratec-Vini Fantini   | + 6 s           |
| 5.º | Balázs Rózsa     | Epronex-Hungary Cycling Team | + 6 s           |
| 6.º | Viktor Filutás   | Hungría                      | + 6 s           |
| 7.º | Marc Hirschi     | UAE Team Emirates            | + 8 s           |
| 8.º | Lander Loockx    | TDT-Unibet                   | + 9 s           |
| 9.º | Nicklas Pedersen | TDT-Unibet                   | + 10 s          |
| 10.º | Manuel Peñalver  | Team Polti Kometa            | + 10 s          |

### 2.ª etapa
| Tokaj - Kazincbarcika | etapa escarpada | (162,1 km) |

| \| Clasificación de la etapa \| Clasificación de la etapa \| Clasificación de la etapa \| Clasificación de la etapa \| Clasificación de la etapa \| \| Ciclista \| Ciclista \| Equipo \| Tiempo \| \| \| ------------------------- \| ------------------------- \| ------------------------- \| ------------------------- \| ------------------------- \| \| 1.º \| Mark Cavendish \| Astana Qazaqstan Team \| 3 h 45 min 11 s \| \| \| 2.º \| Dylan Groenewegen \| Team Jayco AlUla \| + 0 s \| \| \| 3.º \| Jon Aberasturi \| Euskaltel-Euskadi \| + 0 s \| \| \| 4.º \| Mathias Vacek \| Lidl-Trek \| + 0 s \| \| \| 5.º \| Matteo Moschetti \| Q36.5 Pro Cycling Team \| + 0 s \| \| \| 6.º \| Elia Viviani \| Ineos Grenadiers \| + 0 s \| \| \| 7.º \| Cameron Scott \| Bahrain Victorious \| + 0 s \| \| \| 8.º \| Manuel Peñalver \| Team Polti Kometa \| + 0 s \| \| \| 9.º \| Álvaro Hodeg \| UAE Team Emirates \| + 0 s \| \| \| 10.º \| Emīls Liepiņš \| Team dsm-firmenich PostNL \| + 0 s \| \| |                   |                           |                 |
| |                   |                           |                 |
| Fuente: ProCyclingStats |                   |                           |                 |
| Clasificación de la etapa |                   |                           |                 |
| Ciclista | Ciclista          | Equipo                    | Tiempo          |
| 1.º | Mark Cavendish    | Astana Qazaqstan Team     | 3 h 45 min 11 s |
| 2.º | Dylan Groenewegen | Team Jayco AlUla          | + 0 s           |
| 3.º | Jon Aberasturi    | Euskaltel-Euskadi         | + 0 s           |
| 4.º | Mathias Vacek     | Lidl-Trek                 | + 0 s           |
| 5.º | Matteo Moschetti  | Q36.5 Pro Cycling Team    | + 0 s           |
| 6.º | Elia Viviani      | Ineos Grenadiers          | + 0 s           |
| 7.º | Cameron Scott     | Bahrain Victorious        | + 0 s           |
| 8.º | Manuel Peñalver   | Team Polti Kometa         | + 0 s           |
| 9.º | Álvaro Hodeg      | UAE Team Emirates         | + 0 s           |
| 10.º | Emīls Liepiņš     | Team dsm-firmenich PostNL | + 0 s           |

| \| Clasificación general \| Clasificación general \| Clasificación general \| Clasificación general \| Clasificación general \| \| Ciclista \| Ciclista \| Equipo \| Tiempo \| \| \| --------------------- \| --------------------- \| ---------------------------- \| --------------------- \| --------------------- \| \| 1.º \| Martin Voltr \| Pierre Baguette Cycling \| 7 h 37 min 44 s \| \| \| 2.º \| Mark Cavendish \| Astana Qazaqstan Team \| + 5 s \| \| \| 3.º \| Samuel Welsford \| Bora-Hansgrohe \| + 5 s \| \| \| 4.º \| Zsolt Istlstekker \| Epronex-Hungary Cycling Team \| + 10 s \| \| \| 5.º \| Jon Aberasturi \| Euskaltel-Euskadi \| + 11 s \| \| \| 6.º \| Jakub Mareczko \| Team Corratec-Vini Fantini \| + 11 s \| \| \| 7.º \| Balázs Rózsa \| Epronex-Hungary Cycling Team \| + 11 s \| \| \| 8.º \| Viktor Filutás \| Hungría \| + 11 s \| \| \| 9.º \| Siebe Deweirdt \| Team Flanders-Baloise \| + 12 s \| \| \| 10.º \| Marc Hirschi \| UAE Team Emirates \| + 13 s \| \| |                   |                              |                 |
| |                   |                              |                 |
| Fuente: ProCyclingStats |                   |                              |                 |
| Clasificación general |                   |                              |                 |
| Ciclista | Ciclista          | Equipo                       | Tiempo          |
| 1.º | Martin Voltr      | Pierre Baguette Cycling      | 7 h 37 min 44 s |
| 2.º | Mark Cavendish    | Astana Qazaqstan Team        | + 5 s           |
| 3.º | Samuel Welsford   | Bora-Hansgrohe               | + 5 s           |
| 4.º | Zsolt Istlstekker | Epronex-Hungary Cycling Team | + 10 s          |
| 5.º | Jon Aberasturi    | Euskaltel-Euskadi            | + 11 s          |
| 6.º | Jakub Mareczko    | Team Corratec-Vini Fantini   | + 11 s          |
| 7.º | Balázs Rózsa      | Epronex-Hungary Cycling Team | + 11 s          |
| 8.º | Viktor Filutás    | Hungría                      | + 11 s          |
| 9.º | Siebe Deweirdt    | Team Flanders-Baloise        | + 12 s          |
| 10.º | Marc Hirschi      | UAE Team Emirates            | + 13 s          |

### 3.ª etapa
| Kazincbarcika - Gyöngyös | etapa de montaña | (182,7 km) |

| \| Clasificación de la etapa \| Clasificación de la etapa \| Clasificación de la etapa \| Clasificación de la etapa \| Clasificación de la etapa \| \| Ciclista \| Ciclista \| Equipo \| Tiempo \| \| \| ------------------------- \| ---------------------------- \| ------------------------- \| ------------------------- \| ------------------------- \| \| 1.º \| Thibau Nys \| Lidl-Trek \| 4 h 31 min 52 s \| \| \| 2.º \| Diego Ulissi \| UAE Team Emirates \| + 0 s \| \| \| 3.º \| Emanuel Buchmann \| Bora-Hansgrohe \| + 0 s \| \| \| 4.º \| Yannis Voisard \| Tudor Pro Cycling Team \| + 4 s \| \| \| 5.º \| Wout Poels \| Bahrain Victorious \| + 9 s \| \| \| 6.º \| Harm Vanhoucke \| Lotto Dstny \| + 11 s \| \| \| 7.º \| Callum Scotson \| Team Jayco AlUla \| + 11 s \| \| \| 8.º \| Óscar Rodríguez Garaicoechea \| Ineos Grenadiers \| + 17 s \| \| \| 9.º \| Marc Hirschi \| UAE Team Emirates \| + 19 s \| \| \| 10.º \| Damien Howson \| Q36.5 Pro Cycling Team \| + 26 s \| \| |                              |                        |                 |
| |                              |                        |                 |
| Fuente: ProCyclingStats |                              |                        |                 |
| Clasificación de la etapa |                              |                        |                 |
| Ciclista | Ciclista                     | Equipo                 | Tiempo          |
| 1.º | Thibau Nys                   | Lidl-Trek              | 4 h 31 min 52 s |
| 2.º | Diego Ulissi                 | UAE Team Emirates      | + 0 s           |
| 3.º | Emanuel Buchmann             | Bora-Hansgrohe         | + 0 s           |
| 4.º | Yannis Voisard               | Tudor Pro Cycling Team | + 4 s           |
| 5.º | Wout Poels                   | Bahrain Victorious     | + 9 s           |
| 6.º | Harm Vanhoucke               | Lotto Dstny            | + 11 s          |
| 7.º | Callum Scotson               | Team Jayco AlUla       | + 11 s          |
| 8.º | Óscar Rodríguez Garaicoechea | Ineos Grenadiers       | + 17 s          |
| 9.º | Marc Hirschi                 | UAE Team Emirates      | + 19 s          |
| 10.º | Damien Howson                | Q36.5 Pro Cycling Team | + 26 s          |

| \| Clasificación general \| Clasificación general \| Clasificación general \| Clasificación general \| Clasificación general \| \| Ciclista \| Ciclista \| Equipo \| Tiempo \| \| \| --------------------- \| ---------------------------- \| ---------------------- \| --------------------- \| --------------------- \| \| 1.º \| Thibau Nys \| Lidl-Trek \| 12 h 09 min 41 s \| \| \| 2.º \| Diego Ulissi \| UAE Team Emirates \| + 4 s \| \| \| 3.º \| Emanuel Buchmann \| Bora-Hansgrohe \| + 6 s \| \| \| 4.º \| Yannis Voisard \| Tudor Pro Cycling Team \| + 14 s \| \| \| 5.º \| Wout Poels \| Bahrain Victorious \| + 18 s \| \| \| 6.º \| Harm Vanhoucke \| Lotto Dstny \| + 21 s \| \| \| 7.º \| Callum Scotson \| Team Jayco AlUla \| + 21 s \| \| \| 8.º \| Marc Hirschi \| UAE Team Emirates \| + 27 s \| \| \| 9.º \| Óscar Rodríguez Garaicoechea \| Ineos Grenadiers \| + 27 s \| \| \| 10.º \| Damien Howson \| Q36.5 Pro Cycling Team \| + 36 s \| \| |                              |                        |                  |
| |                              |                        |                  |
| Fuente: ProCyclingStats |                              |                        |                  |
| Clasificación general |                              |                        |                  |
| Ciclista | Ciclista                     | Equipo                 | Tiempo           |
| 1.º | Thibau Nys                   | Lidl-Trek              | 12 h 09 min 41 s |
| 2.º | Diego Ulissi                 | UAE Team Emirates      | + 4 s            |
| 3.º | Emanuel Buchmann             | Bora-Hansgrohe         | + 6 s            |
| 4.º | Yannis Voisard               | Tudor Pro Cycling Team | + 14 s           |
| 5.º | Wout Poels                   | Bahrain Victorious     | + 18 s           |
| 6.º | Harm Vanhoucke               | Lotto Dstny            | + 21 s           |
| 7.º | Callum Scotson               | Team Jayco AlUla       | + 21 s           |
| 8.º | Marc Hirschi                 | UAE Team Emirates      | + 27 s           |
| 9.º | Óscar Rodríguez Garaicoechea | Ineos Grenadiers       | + 27 s           |
| 10.º | Damien Howson                | Q36.5 Pro Cycling Team | + 36 s           |

### 4.ª etapa
| Budapest - Etyek | etapa de media montaña | (165,5 km) |

| \| Clasificación de la etapa \| Clasificación de la etapa \| Clasificación de la etapa \| Clasificación de la etapa \| Clasificación de la etapa \| \| Ciclista \| Ciclista \| Equipo \| Tiempo \| \| \| ------------------------- \| ------------------------- \| ------------------------- \| ------------------------- \| ------------------------- \| \| 1.º \| Thibau Nys \| Lidl-Trek \| 3 h 33 min 02 s \| \| \| 2.º \| Marc Hirschi \| UAE Team Emirates \| + 0 s \| \| \| 3.º \| Yannis Voisard \| Tudor Pro Cycling Team \| + 0 s \| \| \| 4.º \| Lander Loockx \| TDT-Unibet \| + 0 s \| \| \| 5.º \| Harm Vanhoucke \| Lotto Dstny \| + 0 s \| \| \| 6.º \| Javier Serrano \| Team Polti Kometa \| + 0 s \| \| \| 7.º \| Frank van den Broek \| Team dsm-firmenich PostNL \| + 0 s \| \| \| 8.º \| Diego Ulissi \| UAE Team Emirates \| + 0 s \| \| \| 9.º \| Emanuel Buchmann \| Bora-Hansgrohe \| + 0 s \| \| \| 10.º \| Elias Maris \| Team Flanders-Baloise \| + 0 s \| \| |                     |                           |                 |
| |                     |                           |                 |
| Fuente: ProCyclingStats |                     |                           |                 |
| Clasificación de la etapa |                     |                           |                 |
| Ciclista | Ciclista            | Equipo                    | Tiempo          |
| 1.º | Thibau Nys          | Lidl-Trek                 | 3 h 33 min 02 s |
| 2.º | Marc Hirschi        | UAE Team Emirates         | + 0 s           |
| 3.º | Yannis Voisard      | Tudor Pro Cycling Team    | + 0 s           |
| 4.º | Lander Loockx       | TDT-Unibet                | + 0 s           |
| 5.º | Harm Vanhoucke      | Lotto Dstny               | + 0 s           |
| 6.º | Javier Serrano      | Team Polti Kometa         | + 0 s           |
| 7.º | Frank van den Broek | Team dsm-firmenich PostNL | + 0 s           |
| 8.º | Diego Ulissi        | UAE Team Emirates         | + 0 s           |
| 9.º | Emanuel Buchmann    | Bora-Hansgrohe            | + 0 s           |
| 10.º | Elias Maris         | Team Flanders-Baloise     | + 0 s           |

| \| Clasificación general \| Clasificación general \| Clasificación general \| Clasificación general \| Clasificación general \| \| Ciclista \| Ciclista \| Equipo \| Tiempo \| \| \| --------------------- \| ---------------------------- \| ---------------------- \| --------------------- \| --------------------- \| \| 1.º \| Thibau Nys \| Lidl-Trek \| 15 h 42 min 33 s \| \| \| 2.º \| Diego Ulissi \| UAE Team Emirates \| + 14 s \| \| \| 3.º \| Emanuel Buchmann \| Bora-Hansgrohe \| + 16 s \| \| \| 4.º \| Yannis Voisard \| Tudor Pro Cycling Team \| + 20 s \| \| \| 5.º \| Wout Poels \| Bahrain Victorious \| + 28 s \| \| \| 6.º \| Marc Hirschi \| UAE Team Emirates \| + 31 s \| \| \| 7.º \| Harm Vanhoucke \| Lotto Dstny \| + 31 s \| \| \| 8.º \| Callum Scotson \| Team Jayco AlUla \| + 31 s \| \| \| 9.º \| Óscar Rodríguez Garaicoechea \| Ineos Grenadiers \| + 37 s \| \| \| 10.º \| Damien Howson \| Q36.5 Pro Cycling Team \| + 46 s \| \| |                              |                        |                  |
| |                              |                        |                  |
| Fuente: ProCyclingStats |                              |                        |                  |
| Clasificación general |                              |                        |                  |
| Ciclista | Ciclista                     | Equipo                 | Tiempo           |
| 1.º | Thibau Nys                   | Lidl-Trek              | 15 h 42 min 33 s |
| 2.º | Diego Ulissi                 | UAE Team Emirates      | + 14 s           |
| 3.º | Emanuel Buchmann             | Bora-Hansgrohe         | + 16 s           |
| 4.º | Yannis Voisard               | Tudor Pro Cycling Team | + 20 s           |
| 5.º | Wout Poels                   | Bahrain Victorious     | + 28 s           |
| 6.º | Marc Hirschi                 | UAE Team Emirates      | + 31 s           |
| 7.º | Harm Vanhoucke               | Lotto Dstny            | + 31 s           |
| 8.º | Callum Scotson               | Team Jayco AlUla       | + 31 s           |
| 9.º | Óscar Rodríguez Garaicoechea | Ineos Grenadiers       | + 37 s           |
| 10.º | Damien Howson                | Q36.5 Pro Cycling Team | + 46 s           |

### 5.ª etapa
| Siófok - Pécs | etapa de media montaña | (173,2 km) |

| \| Clasificación de la etapa \| Clasificación de la etapa \| Clasificación de la etapa \| Clasificación de la etapa \| Clasificación de la etapa \| \| Ciclista \| Ciclista \| Equipo \| Tiempo \| \| \| ------------------------- \| ------------------------- \| ------------------------- \| ------------------------- \| ------------------------- \| \| 1.º \| Wout Poels \| Bahrain Victorious \| 3 h 53 min 27 s \| \| \| 2.º \| Damien Howson \| Q36.5 Pro Cycling Team \| + 0 s \| \| \| 3.º \| Emanuel Buchmann \| Bora-Hansgrohe \| + 0 s \| \| \| 4.º \| Thibau Nys \| Lidl-Trek \| + 0 s \| \| \| 5.º \| Frank van den Broek \| Team dsm-firmenich PostNL \| + 5 s \| \| \| 6.º \| Diego Ulissi \| UAE Team Emirates \| + 5 s \| \| \| 7.º \| Callum Scotson \| Team Jayco AlUla \| + 5 s \| \| \| 8.º \| Harm Vanhoucke \| Lotto Dstny \| + 5 s \| \| \| 9.º \| Marc Hirschi \| UAE Team Emirates \| + 5 s \| \| \| 10.º \| Lander Loockx \| TDT-Unibet \| + 21 s \| \| |                     |                           |                 |
| |                     |                           |                 |
| Fuente: ProCyclingStats |                     |                           |                 |
| Clasificación de la etapa |                     |                           |                 |
| Ciclista | Ciclista            | Equipo                    | Tiempo          |
| 1.º | Wout Poels          | Bahrain Victorious        | 3 h 53 min 27 s |
| 2.º | Damien Howson       | Q36.5 Pro Cycling Team    | + 0 s           |
| 3.º | Emanuel Buchmann    | Bora-Hansgrohe            | + 0 s           |
| 4.º | Thibau Nys          | Lidl-Trek                 | + 0 s           |
| 5.º | Frank van den Broek | Team dsm-firmenich PostNL | + 5 s           |
| 6.º | Diego Ulissi        | UAE Team Emirates         | + 5 s           |
| 7.º | Callum Scotson      | Team Jayco AlUla          | + 5 s           |
| 8.º | Harm Vanhoucke      | Lotto Dstny               | + 5 s           |
| 9.º | Marc Hirschi        | UAE Team Emirates         | + 5 s           |
| 10.º | Lander Loockx       | TDT-Unibet                | + 21 s          |

## Clasificaciones finales
- Las clasificaciones finalizaron de la siguiente forma:[4]

### Clasificación general
| \| Clasificación general \| Clasificación general \| Clasificación general \| Clasificación general \| Clasificación general \| \| Ciclista \| Ciclista \| Equipo \| Tiempo \| \| \| --------------------- \| ---------------------------- \| ---------------------- \| --------------------- \| --------------------- \| \| 1.º \| Thibau Nys \| Lidl-Trek \| 19 h 36 min 00 s \| \| \| 2.º \| Emanuel Buchmann \| Bora-Hansgrohe \| + 12 s \| \| \| 3.º \| Wout Poels \| Bahrain Victorious \| + 18 s \| \| \| 4.º \| Diego Ulissi \| UAE Team Emirates \| + 19 s \| \| \| 5.º \| Marc Hirschi \| UAE Team Emirates \| + 36 s \| \| \| 6.º \| Harm Vanhoucke \| Lotto Dstny \| + 36 s \| \| \| 7.º \| Callum Scotson \| Team Jayco AlUla \| + 36 s \| \| \| 8.º \| Damien Howson \| Q36.5 Pro Cycling Team \| + 40 s \| \| \| 9.º \| Óscar Rodríguez Garaicoechea \| Ineos Grenadiers \| + 59 s \| \| \| 10.º \| Yannis Voisard \| Tudor Pro Cycling Team \| + 1 min 02 s \| \| |                              |                        |                  |
| |                              |                        |                  |
| Fuente: ProCyclingStats |                              |                        |                  |
| Clasificación general |                              |                        |                  |
| Ciclista | Ciclista                     | Equipo                 | Tiempo           |
| 1.º | Thibau Nys                   | Lidl-Trek              | 19 h 36 min 00 s |
| 2.º | Emanuel Buchmann             | Bora-Hansgrohe         | + 12 s           |
| 3.º | Wout Poels                   | Bahrain Victorious     | + 18 s           |
| 4.º | Diego Ulissi                 | UAE Team Emirates      | + 19 s           |
| 5.º | Marc Hirschi                 | UAE Team Emirates      | + 36 s           |
| 6.º | Harm Vanhoucke               | Lotto Dstny            | + 36 s           |
| 7.º | Callum Scotson               | Team Jayco AlUla       | + 36 s           |
| 8.º | Damien Howson                | Q36.5 Pro Cycling Team | + 40 s           |
| 9.º | Óscar Rodríguez Garaicoechea | Ineos Grenadiers       | + 59 s           |
| 10.º | Yannis Voisard               | Tudor Pro Cycling Team | + 1 min 02 s     |

### Clasificación de la montaña
| Clasificación de la montaña | Clasificación de la montaña | Clasificación de la montaña | Clasificación de la montaña | Clasificación de la montaña |
| Ciclista                    | Ciclista                    | Equipo                      | Puntos                      |                             |
| --------------------------- | --------------------------- | --------------------------- | --------------------------- | --------------------------- |
| 1.º                         | Siebe Deweirdt              | Team Flanders-Baloise       | 21 pts                      |                             |
| 2.º                         | Vincent Van Hemelen         | Team Flanders-Baloise       | 20 pts                      |                             |
| 3.º                         | Thibau Nys                  | Lidl-Trek                   | 17 pts                      |                             |
| 4.º                         | Wout Poels                  | Bahrain Victorious          | 14 pts                      |                             |
| 5.º                         | Christian Bagatin           | MBH Bank Colpack Ballan     | 12 pts                      |                             |
| 6.º                         | Emanuel Buchmann            | Bora-Hansgrohe              | 12 pts                      |                             |
| 7.º                         | Diego Ulissi                | UAE Team Emirates           | 10 pts                      |                             |
| 8.º                         | Kelland O'Brien             | Team Jayco AlUla            | 8 pts                       |                             |
| 9.º                         | Diego Pablo Sevilla         | Team Polti Kometa           | 6 pts                       |                             |
| 10.º                        | Damien Howson               | Q36.5 Pro Cycling Team      | 6 pts                       |                             |

### Clasificación por puntos
| Clasificación por puntos | Clasificación por puntos | Clasificación por puntos | Clasificación por puntos | Clasificación por puntos |
| Ciclista                 | Ciclista                 | Equipo                   | Puntos                   |                          |
| ------------------------ | ------------------------ | ------------------------ | ------------------------ | ------------------------ |
| 1.º                      | Thibau Nys               | Lidl-Trek                | 38 pts                   |                          |
| 2.º                      | Mark Cavendish           | Astana Qazaqstan Team    | 35 pts                   |                          |
| 3.º                      | Martin Voltr             | Pierre Baguette Cycling  | 24 pts                   |                          |
| 4.º                      | Manuel Peñalver          | Team Polti Kometa        | 24 pts                   |                          |
| 5.º                      | Wout Poels               | Bahrain Victorious       | 22 pts                   |                          |
| 6.º                      | Emanuel Buchmann         | Bora-Hansgrohe           | 22 pts                   |                          |
| 7.º                      | Diego Ulissi             | UAE Team Emirates        | 20 pts                   |                          |
| 8.º                      | Marc Hirschi             | UAE Team Emirates        | 19 pts                   |                          |
| 9.º                      | Yannis Voisard           | Tudor Pro Cycling Team   | 18 pts                   |                          |
| 10.º                     | Samuel Welsford          | Bora-Hansgrohe           | 15 pts                   |                          |

### Clasificación por equipos
| Clasificación por equipos | Clasificación por equipos | Clasificación por equipos | Clasificación por equipos |
| Equipo                    | Equipo                    | Tiempo                    |                           |
| ------------------------- | ------------------------- | ------------------------- | ------------------------- |
| 1.º                       | Q36.5 Pro Cycling Team    | 58 h 52 min 20 s          |                           |
| 2.º                       | UAE Team Emirates         | + 11 s                    |                           |
| 3.º                       | Bora-Hansgrohe            | + 49 s                    |                           |
| 4.º                       | Lidl-Trek                 | + 1 min 02 s              |                           |
| 5.º                       | Lotto Dstny               | + 1 min 42 s              |                           |
| 6.º                       | Euskaltel-Euskadi         | + 2 min 31 s              |                           |
| 7.º                       | Team Flanders-Baloise     | + 5 min 04 s              |                           |
| 8.º                       | TDT-Unibet                | + 5 min 41 s              |                           |
| 9.º                       | Team Jayco AlUla          | + 11 min 32 s             |                           |
| 10.º                      | Ineos Grenadiers          | + 12 min 32 s             |                           |

## Evolución de las clasificaciones
| Etapa                   |                         | Ganador _       | Clasificación general | Puntos          | Montaña        | Equipo _                | Mejor nacional    |
| ----------------------- | ----------------------- | --------------- | --------------------- | --------------- | -------------- | ----------------------- | ----------------- |
| 1.ª etapa               | etapa llana             | Samuel Welsford | Samuel Welsford       | Samuel Welsford | no otorgado    | Pierre Baguette Cycling | Balázs Rózsa      |
| 2.ª etapa               | etapa escarpada         | Mark Cavendish  | Martin Voltr          | Martin Voltr    | Siebe Deweirdt | Pierre Baguette Cycling | Zsolt Istlstekker |
| 3.ª etapa               | etapa de montaña        | Thibau Nys      | Thibau Nys            | Martin Voltr    | Siebe Deweirdt | UAE Team Emirates       | Márton Dina       |
| 4.ª etapa               | etapa de media montaña  | Thibau Nys      | Thibau Nys            | Thibau Nys      | Siebe Deweirdt | UAE Team Emirates       | Márton Dina       |
| 5.ª etapa               | etapa de media montaña  | Wout Poels      | Thibau Nys            | Thibau Nys      | Siebe Deweirdt | Q36.5 Pro Cycling Team  | Márton Dina       |
| Clasificaciones finales | Clasificaciones finales |                 | Thibau Nys            | Thibau Nys      | Siebe Deweirdt | Q36.5 Pro Cycling Team  | Márton Dina       |

## UCI World Ranking
El Tour de Hungría otorgó puntos para el UCI World Ranking para corredores de los equipos en las categorías UCI WorldTeam, UCI ProTeam y Continental. Las siguientes tablas son el baremo de puntuación y los diez corredores que obtuvieron más puntos:
| Posición              | 1.º | 2.º | 3.º | 4.º | 5.º | 6.º | 7.º | 8.º | 9.º | 10.º | 11.º | 12.º | 13.º | 14.º | 15.º | 16.º-30.º | 31.º-40.º |
| Clasificación general | 200 | 150 | 125 | 100 | 85  | 70  | 60  | 50  | 40  | 35   | 30   | 25   | 20   | 15   | 10   | 5         | 3         |
| Por etapa             | 20  | 15  | 10  | 5   | 3   |     |     |     |     |      |      |      |      |      |      |           |           |
| Líder                 | 5   |     |     |     |     |     |     |     |     |      |      |      |      |      |      |           |           |

| Clasificación |                  |                    |         |       |       |       |
| Posición      | Ciclista         | Equipo             | General | Etapa | Líder | Total |
| ------------- | ---------------- | ------------------ | ------- | ----- | ----- | ----- |
| 1.º           | Thibau Nys       | Lidl-Trek          | 200     | 45    | 10    | 255   |
| 2.º           | Emanuel Buchmann | Bora-Hansgrohe     | 150     | 20    | -     | 170   |
| 3.º           | Wout Poels       | Bahrain Victorious | 100     | 23    | -     | 148   |
| 4.º           | Diego Ulissi     | UAE Emirates       | 100     | 15    | -     | 115   |
| 5.º           | Marc Hirschi     | UAE Emirates       | 85      | 15    | -     | 100   |
| 6.º           | Harm Vanhoucke   | Lotto Dstny        | 70      | 3     | -     | 73    |
| 7.º           | Damien Howson    | Q36.5              | 50      | 15    | -     | 65    |
| 8.º           | Callum Scotson   | Jayco AlUla        | 60      | -     | -     | 60    |
| 9.º           | Yannis Voisard   | Tudor              | 35      | 15    | -     | 50    |
| 10.º          | Óscar Rodríguez  | INEOS Grenadiers   | 40      | -     | -     | 40    |